# Amanda Kurtović
Amanda Kurtović (Karlskrona, 25 de julho de 1991) é uma handebolista profissional norueguesa, campeã olímpica, ela é de origem sérvia, e nascida na Suécia.